# Saidjahus peninsulae
Saidjahus peninsulae is een pissebed uit de familie Eubelidae. De wetenschappelijke naam van de soort is voor het eerst geldig gepubliceerd in 1972 door Albert Vandel.